# NGC 2092
NGC 2092 (również ESO 57-SC22) – gromada otwarta, znajdująca się w gwiazdozbiorze Złotej Ryby. Należy do Wielkiego Obłoku Magellana. Odkrył ją John Herschel w 1835 roku.